# Stonybrook
 (août 2025).
Stonybrook est une census-designated place située dans le comté de York, dans l’État de Pennsylvanie, aux États-Unis. Lors du recensement de 2020, elle compte 3 281 habitants.